# Froud et Stouf

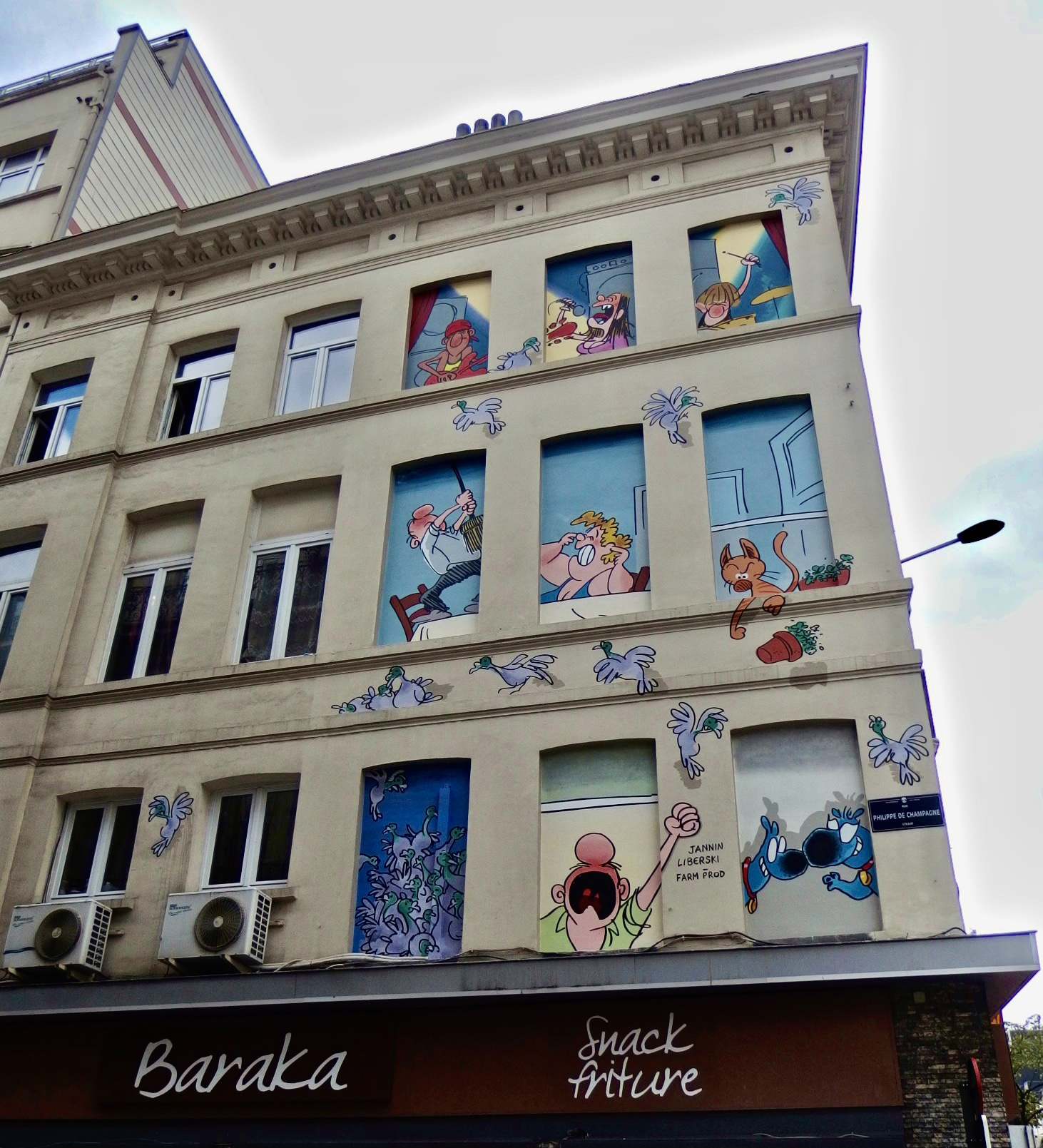
Fresque murale de Frédéric Jannin incorporant, en bas à droite, les personnages de Froud et Stouf au coin du boulevard Lemonnier et de la rue Philippe de Champagne à Bruxelles (Belgique).

Froud et Stouf est une bande dessinée belge mettant en scène deux chiens bleus philosophes s'exprimant en bruxellois. Créée en 1996 par Frédéric Jannin (dessin) et Stefan Liberski (scénario), elle a également fait l'objet d'une série d'animation réalisée en animation limitée par Jannin lui-même et diffusée sur Club RTL en 2010 et BX1 en 2019.

## Albums
- Les gens adorent , 2008, éd. Luc Pire
- Waf waf, 2010, éd. Luc Pire
- Chefs-d'œuvre, 2019, éd. Exhibitions International